# Aromobates saltuensis
Aromobates saltuensis es una especie de anfibio anuro de la familia Aromobatidae.

## Distribución geográfica
Esta especie es endémica del estado de Táchira en Venezuela. Habita a 840 m de altitud en la cordillera de Mérida.

## Publicación original
- Rivero, 1980 "1978" : Notas sobre los anfibios de Venezuela 3. Nuevos Colostethus de los Andes Venezolanos. Memoria de la Sociedad de Ciencias Naturales La Salle, vol. 38, n.º 109, p. 95-111.[5]